# CEAR Independiente del Valle
El Club Especializado de Alto Rendimiento Independiente del Valle, conegut com a Independiente del Valle, és un club esportiu equatorià de la ciutat de Sangolquí. Va ser fundat l'1 de març de 1958 amb el nom de Club Social y Deportivo Independiente José Terán.
La seva disciplina principal és el futbol en el qual va debutar a la Segona Categoria de Pichincha el 1979, aconseguint l'ascens a la Serie B de l'Equador el 2007 i a la Serie A el 2009. El 2013 van ser subcampions de la Serie A i el 2016 van arribar a la final de la Copa Libertadores després de derrotar a River Plate, Pumas de la UNAM i Boca Juniors.
El club juga els seus partits de local a l'Estadi Municipal General Rumiñahui.